# Jacob Gerard-Desrivières
Jacob Gerard-Desrivières est un homme politique français né le 16 juin 1751 à Carrouges (Orne) et décédé le 2 mars 1828 au même lieu.
Cultivateur à Carrouges, il est élu suppléant à la Convention en 1792, et admis à siéger le 29 août 1793. Il passe, comme ex-conventionnel, au Conseil des Anciens le 4 brumaire an IV, sortant de ce Conseil en l'an VII.

## Sources
- « Jacob Gerard-Desrivières », dans Adolphe Robert et Gaston Cougny, Dictionnaire des parlementaires français, Edgar Bourloton, 1889-1891 [détail de l’édition]